# Fi Virginis
Fi Virginis ( φ Virginis, förkortat Fi Vir,  φ Vir) som är stjärnans Bayerbeteckning, är en dubbelstjärna belägen i östra delen av stjärnbilden Jungfrun. Den har en skenbar magnitud på +4,81 och är synlig för blotta ögat. Den har en följeslagare med skenbar magnitud 9,10 och en vinkelseparation på 5,160 bågsekunder. Baserat på parallaxmätning inom Hipparcosuppdraget på 27,6 mas, beräknas den befinna sig på ett avstånd av cirka 118 ljusår (36 parsek) från solen.

## Egenskaper
Primärstjärnan av Fi Virginis är en vit till gul stjärna av spektralklass G2 IV, vilket anger att den är en underjätte som utvecklas bort från huvudserien. Den är något variabel med en amplitud på 0m.06s. Den har en massa som är 1,8 gånger så stor som solens och en radie som är 4 gånger solens radie. Den utsänder från sin yttre atmosfär 12,6 gånger mer energi än solen vid en effektiv temperatur på cirka 5 534 K. Fi Virginis är cirka 1,5 miljarder år gammal och roterar med en projicerad rotationshastighet på 15,5 km/s. 
Fi Virginis är en källa till emission av röntgenstrålning med en styrka på 2,158×1013 W. En andra visuell följeslagare ligger med en vinkelseparation på 91,40 bågsekunder på en positionsvinkel på 202°, från och med år 2000.